# Henri de Dion

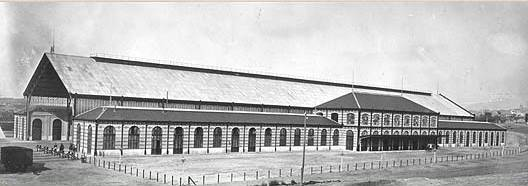
Zaprojektowana przez de Diona stacja las Delicias w Madrycie

Joseph-Louis Henri de Dion (ur. 23 grudnia 1828 w Montfort-l’Amaury, zm. 13 kwietnia 1878 w Paryżu) – francuski inżynier i konstruktor, wykładowca École centrale Paris.

## Życiorys
Specjalizował się w badaniu oporu materiałów, choć zajmował się również inżynierią praktyczną. Wraz z Eugène Flachatem skonstruował most w Langon. W latach 1862–1870 przebywał w Hiszpanii, gdzie konstruował mosty i na Gwadelupie, gdzie uczestniczył w budowie cukrowni. Jest głównym projektantem dworca Las Delicias w Madrycie. Projektował pawilony na paryską wystawę powszechną w 1878 roku (Exposition universelle de Paris).

## Hołd
- Oficer orderu Legii Honorowej
- Jego nazwisko pojawiło się na liście 72 nazwisk na wieży Eiffla[3].